# پادشاهی تونبوری
پادشاهی تونبوری (به انگلیسی: Thonburi Kingdom) (تایلندی: ธนบุรี) یک پادشاهی بزرگ سیامی بود، که از سال ۱۷۶۷ تا ۱۷۸۲ در جنوب شرق آسیا وجود داشت، در اطراف شهر تونبوری، در سیام یا تایلند امروزی متمرکز شده بود. این پادشاهی توسط تاکسین کبیر، فردی که در پی فروپاشی پادشاهی آیوتایا، کشور سیام را که به پنج دولت متخاصم تجزیه شده بود، دوباره کشوری یکپارچه نمود، تأسیس شد. پادشاهی تونبوری، اتحاد دوباره سریع و استقرار دوباره سیام به عنوان یک قدرت نظامی برتر در سرزمین اصلی جنوب شرقی آسیا را زیر نظر داشت و نیم نگاهی هم به کشور گشایی داشت، به میزانی که بیشترین گستره قلمرویی تا آن مرحله در تاریخ که مشتمل بر لان نا، پادشاهی لائو (لوآنگ پرابانگ، وینتیان، چامپاساک) و کامبوج تحت حوزهٔ نفوذ سیامی‌ها بود.